# Các đội tuyển bóng đá quốc gia Việt Nam năm 2000
Lịch và kết quả thi đấu của đội tuyển bóng đá quốc gia Việt Nam các cấp trong năm 2000.

## Nam

### Đội tuyển quốc gia
Vòng loại Cúp bóng đá châu Á 2000
| Ngày                                                                           | Địa điểm         | Đối thủ     | Tỷ số | Vòng đấu | Cầu thủ Việt Nam ghi bàn                                                                                             | Chi tiết |
| ------------------------------------------------------------------------------ | ---------------- | ----------- | ----- | -------- | --- | -------- |
| 23 tháng 1                                                                     | TP.HCM, Việt Nam | Guam        | 11–0  | Bảng 9   | Như Thuần 1', Công Tuyền 2', 12', 13', 19', 90+3', Sỹ Hùng 39', 81', Minh Hiếu 45', Phương Nam 59', Quang Trường 75' |          |
| 26 tháng 1                                                                     | TP.HCM, Việt Nam | Philippines | 3–0   | Bảng 9   | Công Tuyền 21', Quang Trường 72', 88'                                                                                |          |
| 29 tháng 1                                                                     | TP.HCM, Việt Nam | Trung Quốc  | 0–2   | Bảng 9   | |          |
| Việt Nam xếp thứ nhì Bảng 9 và dừng chân tại Vòng loại Cúp bóng đá châu Á 2000 |                  |             |       |          | |          |

Cúp bóng đá Thành phố Hồ Chí Minh 2000
| Ngày                                                              | Địa điểm         | Đối thủ                     | Tỷ số | Vòng đấu  | Cầu thủ Việt Nam ghi bàn                          | Chi tiết |
| ----------------------------------------------------------------- | ---------------- | --------------------------- | ----- | --------- | ------------------------------------------------- | -------- |
| 25 tháng 8                                                        | TP.HCM, Việt Nam | Sri Lanka                   | 2–2   | Bảng A    | Hồng Sơn 30' (ph.đ.), Minh Hiếu 70'               | [ 1 ]    |
| 29 tháng 8                                                        | TP.HCM, Việt Nam | Vân Nam Hồng Tháp           | 1–0   | Bảng A    | Hồng Sơn 44'                                      | [ 1 ]    |
| 31 tháng 8                                                        | TP.HCM, Việt Nam | Tuyển Thành phố Hồ Chí Minh | 6–2   | Bán kết   | Huỳnh Đức 10', 15', 22', 30', Tuấn Thành 17', 77' | [ 1 ]    |
| 9 tháng 9                                                         | TP.HCM, Việt Nam | Parramatta Power            | 1–2   | Chung kết |                                                   | [ 1 ]    |
| Việt Nam giành ngôi á quân Cúp bóng đá Thành phố Hồ Chí Minh 2000 |                  |                             |       |           |                                                   |          |

Tập huấn tại Pháp
| Ngày       | Địa điểm     | Đối thủ      | Tỷ số | Vòng đấu | Cầu thủ Việt Nam ghi bàn                           | Chi tiết |
| ---------- | ------------ | ------------ | ----- | -------- | -------------------------------------------------- | -------- |
| 26 tháng 9 | Vosges, Pháp | St Die       | 4–1   | Tập huấn | Việt Thắng 41', Tuấn Thành 50', 71', Hoàng Bửu 85' | [ 2 ]    |
| 3 tháng 10 | Vosges, Pháp | Raon-L'Etape | 0–1   | Tập huấn |                                                    | [ 3 ]    |

Tập huấn tại TP.HCM
| Ngày        | Địa điểm         | Đối thủ                       | Tỷ số | Giải đấu | Cầu thủ Việt Nam ghi bàn                           | Chi tiết |
| ----------- | ---------------- | ----------------------------- | ----- | -------- | -------------------------------------------------- | -------- |
| 16 tháng 10 | TP.HCM, Việt Nam | Cảng Sài Gòn                  | 3–2   | Tập huấn | Sỹ Thủy 39', Thúc Vũ , Tuấn Thành 70'              | [ 4 ]    |
| 23 tháng 10 | TP.HCM, Việt Nam | Công an Thành phố Hồ Chí Minh | 4–0   | Tập huấn | Sỹ Thủy , Tuấn Thành , Minh Hiếu (ph.đ.)           | [ 5 ]    |
| 29 tháng 10 | TP.HCM, Việt Nam | Hải Quan                      | 3–1   | Tập huấn | Hồng Sơn 29' (ph.đ.), Huỳnh Đức 34',Tuấn Thành 78' | [ 6 ]    |

Giải vô địch bóng đá Đông Nam Á 2000

| Ngày                                                         | Địa điểm           | Đối thủ   | Tỷ số      | Vòng đấu      | Cầu thủ Việt Nam ghi bàn                                             | Chi tiết |
| ------------------------------------------------------------ | ------------------ | --------- | ---------- | ------------- | -------------------------------------------------------------------- | -------- |
| 5 tháng 11                                                   | Songkhla, Thái Lan | Malaysia  | 0–0        | Bảng B        |                                                                      |          |
| 7 tháng 11                                                   | Songkhla, Thái Lan | Campuchia | 6–0        | Bảng B        | Huỳnh Đức 16', 80', Văn Sỹ 55', Hồng Sơn 58', Công Tuyền 74', 86'    |          |
| 11 tháng 11                                                  | Songkhla, Thái Lan | Singapore | 1–0        | Bảng B        | Huỳnh Đức 62'                                                        |          |
| 13 tháng 11                                                  | Songkhla, Thái Lan | Lào       | 5–0        | Bảng B        | Sỹ Thủy 8', Công Tuyền 18', Văn Sỹ 50', Minh Hiếu 61', Hùng Dũng 88' |          |
| 16 tháng 11                                                  | Băng Cốc, Thái Lan | Indonesia | 2–3 (h.p.) | Bán kết       | Hồng Sơn 45', Công Tuyền 90'                                         |          |
| 18 tháng 11                                                  | Băng Cốc, Thái Lan | Malaysia  | 0–3        | Tranh hạng ba |                                                                      |          |
| Việt Nam xếp thứ tư tại Giải vô địch bóng đá Đông Nam Á 2000 |                    |           |            |               |                                                                      |          |

Giao hữu

| Ngày      | Địa điểm | Đối thủ  | Tỷ số | Vòng đấu | Cầu thủ Việt Nam ghi bàn | Chi tiết |
| --------- | -------- | -------- | ----- | -------- | ------------------------ | -------- |
| 5 tháng 1 | Việt Nam | Nam Định | 0–0   | Giao hữu |                          | [ 7 ]    |

### Đội tuyển U-23, Olympic quốc gia
Cúp bóng đá Mùa đông Norcia 2000
| Ngày                                                                                 | Địa điểm   | Đối thủ          | Tỷ số | Vòng đấu | Cầu thủ Việt Nam ghi bàn | Chi tiết |
| ------------------------------------------------------------------------------------ | ---------- | ---------------- | ----- | -------- | ------------------------ | -------- |
| 1 tháng 2                                                                            | Perugia, Ý | Politehnica Iasi | 1–3   | Bảng D   |                          | [ 8 ]    |
| 3 tháng 2                                                                            | Perugia, Ý | Vardar Skopje    | 0–2   | Bảng D   |                          | [ 8 ]    |
| 5 tháng 2                                                                            | Perugia, Ý | Astra Ploiesti   | 1–4   | Bảng D   |                          | [ 8 ]    |
| Việt Nam xếp cuối Bảng D và dừng chân tại vòng bảng Cúp bóng đá Mùa đông Norcia 2000 |            |                  |       |          |                          |          |

Tập huấn tại Đức
| Ngày      | Địa điểm     | Đối thủ | Tỷ số | Vòng đấu | Cầu thủ Việt Nam ghi bàn | Chi tiết |
| --------- | ------------ | ------- | ----- | -------- | ------------------------ | -------- |
| 7 tháng 7 | Dresden, Đức |         |       | Tập huấn |                          |          |
| 9 tháng 7 | Dresden, Đức |         |       | Tập huấn |                          |          |
|           | Dresden, Đức |         |       | Tập huấn |                          |          |
|           | Dresden, Đức |         |       | Tập huấn |                          |          |

Giao hữu
| Ngày        | Địa điểm                 | Đối thủ                        | Tỷ số | Giải đấu | Cầu thủ Việt Nam ghi bàn              | Chi tiết |
| ----------- | ------------------------ | ------------------------------ | ----- | -------- | ------------------------------------- | -------- |
| 1 tháng 10  | Thừa Thiên Huế, Việt Nam | Thừa Thiên Huế                 | 3–1   | Giao hữu | Hữu Thắng 15', Ngọc Thọ 24', 72'      | [ 9 ]    |
|             | Thừa Thiên Huế, Việt Nam | Thừa Thiên Huế                 |       | Giao hữu |                                       |          |
| 12 tháng 10 | Hà Nội, Việt Nam         | Ngân hàng Nông nghiệp Thái Lan | 2–2   | Giao hữu | Quốc Trung 33', Hùng Dũng 85' (ph.đ.) | [ 10 ]   |
| 17 tháng 10 | Chiang Mai, Thái Lan     | Thái Lan                       | 2–4   | Giao hữu | Minh Mính 86', Ngọc Thọ 89' (ph.đ.)   | [ 11 ]   |
| 20 tháng 10 | Chiang Mai, Thái Lan     | Philippines                    | 1–1   | Giao hữu | Ngọc Thọ 60'                          | [ 12 ]   |
| 23 tháng 10 | Chiang Mai, Thái Lan     | Thái Lan                       |       | Giao hữu |                                       |          |

### Đội tuyển U-19 quốc gia
Vòng loại Giải vô địch bóng đá trẻ châu Á 2000
| Ngày                                                                                        | Địa điểm | Đối thủ  | Tỷ số | Vòng đấu | Cầu thủ Việt Nam ghi bàn | Chi tiết |
| ------------------------------------------------------------------------------------------- | -------- | -------- | ----- | -------- | ------------------------ | -------- |
| 16 tháng 6                                                                                  | Guam     | Nhật Bản | 1–8   | Bảng 9   |                          | [ 13 ]   |
| 18 tháng 6                                                                                  | Guam     | Guam     | 6–0   | Bảng 9   |                          | [ 13 ]   |
| 20 tháng 6                                                                                  | Guam     | Brunei   | 6–0   | Bảng 9   |                          | [ 13 ]   |
| Việt Nam xếp thứ nhì Bảng 9 và dừng chân tại Vòng loại Giải vô địch bóng đá trẻ châu Á 2000 |          |          |       |          |                          |          |

Giao hữu
| Ngày       | Địa điểm | Đối thủ       | Tỷ số | Giải đấu | Cầu thủ Việt Nam ghi bàn | Chi tiết |
| ---------- | -------- | ------------- | ----- | -------- | ------------------------ | -------- |
| 23 tháng 5 | Việt Nam | Quảng Tây     | 5–1   | Giao hữu |                          | [ 14 ]   |
| 25 tháng 5 | Việt Nam | U-19 Nam Định | 0–0   | Giao hữu |                          |          |
| 27 tháng 5 | Việt Nam | Singapore     |       | Giao hữu |                          |          |

### Đội tuyển U-16, U-17 quốc gia
Giải vô địch bóng đá U-16 châu Á 2000
| Ngày                                                          | Địa điểm          | Đối thủ    | Tỷ số | Vòng đấu      | Cầu thủ Việt Nam ghi bàn               | Chi tiết |
| ------------------------------------------------------------- | ----------------- | ---------- | ----- | ------------- | -------------------------------------- | -------- |
| 3 tháng 9                                                     | Đà Nẵng, Việt Nam | Nhật Bản   | 0–2   | Bảng A        |                                        |          |
| 5 tháng 9                                                     | Đà Nẵng, Việt Nam | Nepal      | 5–0   | Bảng A        |                                        |          |
| 9 tháng 9                                                     | Đà Nẵng, Việt Nam | Trung Quốc | 3–2   | Bảng A        | Văn Quyến , Anh Cường , Quang Tuấn 85' |          |
| 11 tháng 9                                                    | Đà Nẵng, Việt Nam | Myanmar    | 1–1   | Bảng A        | Anh Cường 57'                          | [ 15 ]   |
| 15 tháng 9                                                    | Đà Nẵng, Việt Nam | Iran       | 0–4   | Bán kết       |                                        |          |
| 17 tháng 9                                                    | Đà Nẵng, Việt Nam | Nhật Bản   | 2–4   | Tranh hạng ba | Anh Cường 39'                          | [ 16 ]   |
| Việt Nam xếp thứ tư tại Giải vô địch bóng đá U-16 châu Á 2000 |                   |            |       |               |                                        |          |